# Liste von Kirchengebäuden im Landkreis Prignitz
Die Liste von Kirchengebäuden im Landkreis Prignitz gibt eine vollständige Übersicht der im Landkreis Prignitz im Nordwesten des Landes Brandenburg vorhandenen Kirchengebäude mit ihrem Status, Adresse, Koordinaten und einer Ansicht (Stand Mai 2017).

## Liste
| Ort               | Bezeichnung                          | Lage                                                                      | Glaubensrichtung | Bemerkungen | Außenansicht    | Innenansicht   | Denkmal-ID | Wikidata-Eintrag |
| ----------------- | ------------------------------------ | ------------------------------------------------------------------------- | ---------------- | --- | --------------- | -------------- | ---------- | ---------------- |
| Abbendorf         | Dorfkirche                           | Rühstädt OT: Abbendorf Zuckerwinkel (Lage)                                | evangelisch      | Datierung: 1401/1500 Umbau: 1662 | weitere Bilder  |                | 09160545   | Q47462435        |
| Alt Krüssow       | Wallfahrtskirche                     | Pritzwalk OT: Alt Krüssow Dorfstraße (Lage)                               | evangelisch      | Datierung: 1501/1520 Erweiterung: 1879–1880                                                                                                  | weitere Bilder  | weitere Bilder | 09160011   | Q22691032        |
| Bad Wilsnack      | Wunderblutkirche                     | Bad Wilsnack OT: Bad Wilsnack An der Nikolaikirche (Lage)                 | evangelisch      | Datierung: 1286/1300 Umbau: 1384 Wiederaufbau: um 1430 Umbau: 1551/1600                                                                      | weitere Bilder  | weitere Bilder | 09161186   | Q2595009         |
| Baek              | Dorfkirche                           | Groß Pankow OT: Baek Baeker Hauptstraße (Lage)                            | evangelisch      | Datierung: 1866 | weitere Bilder  |                | 09160031   | Q47482818        |
| Bälow             | Dorfkirche                           | Rühstädt OT: Bälow Bälower Dorfstraße (Lage)                              | evangelisch      | Datierung: 1914–1915 / Entwurf: Georg Büttner                                                                                                | weitere Bilder  |                | 09160548   | Q47462510        |
| Barenthin         | Dorfkirche                           | Gumtow OT: Barenthin Lindenallee (Lage)                                   | evangelisch      | Datierung: 1501/1515 | weitere Bilder  |                | 09160035   |                  |
| Bendelin          | Dorfkirche                           | Plattenburg OT: Bendelin Bendeliner Dorfstraße (Lage)                     | evangelisch      | Datierung: 1346/1355 | weitere Bilder  |                | 09160036   |                  |
| Bentwisch         | Dorfkirche                           | Wittenberge OT: Bentwisch Dorfstraße (Lage)                               | evangelisch      | Datierung: 1801/1900 | weitere Bilder  |                | 09160037   |                  |
| Berge             | Dorfkirche                           | Berge OT: Berge Dorfring (Lage)                                           | evangelisch      | Datierung: 1451/1500 Umbau: 1868 | weitere Bilder  |                | 09160038   |                  |
| Beveringen        | Dorfkirche                           | Pritzwalk OT: Beveringen Dorfstraße Beveringen 11 (Lage)                  | evangelisch      | Datierung: 1486/1500 Umbau: 1855 | weitere Bilder  |                | 09160048   |                  |
| Blüthen           | Dorfkirche                           | Karstädt OT: Blüthen Lindenstraße (Lage)                                  | evangelisch      | Datierung: 1501/1540 |                 |                | 09160052   |                  |
| Boberow           | Dorfkirche                           | Karstädt OT: Boberow Am Park (Lage)                                       | evangelisch      | Datierung: um 1300 Umbau: 1868 Restaurierung: 1996–2006                                                                                      |                 |                | 09160054   |                  |
| Boddin            | Dorfkirche                           | Groß Pankow OT: Boddin Boddiner Dorfstraße (Lage)                         | evangelisch      | 1854 | weitere Bilder  |                |            |                  |
| Bölzke            | Dorfkirche                           | Pritzwalk OT: Bölzke Bölzker Straße (Lage)                                | evangelisch      | Datierung: 1825 Umbau: 1872 & 1903 Restaurierung: 2009–2011                                                                                  |                 |                | 09160182   |                  |
| Breitenfeld       | Dorfkirche                           | Gumtow OT: Breitenfeld (Lage)                                             | evangelisch      | Datierung: 1684 Restaurierung: 2000–2005 | weitere Bilder  |                | 09160560   |                  |
| Bresch            | Dorfkirche                           | Pirow OT: Bresch Unter den Linden 11 (Lage)                               | evangelisch      | Datierung: 1583 Erweiterung: 1746 Umbau: 1901/1915                                                                                           | weitere Bilder  |                | 09160443   | Q101848561       |
| Brügge            | Dorfkirche                           | Halenbeck-Rohlsdorf OT: Brügge Ringstraße 22 (Lage)                       | evangelisch      | Datierung: 1864, Entwurf: Reinhold Persius                                                                                                   | weitere Bilder  |                | 09160125   |                  |
| Brüsenhagen       | Dorfkirche                           | Gumtow OT: Brüsenhagen Brüsenhagen (Lage)                                 | Ruine            | Datierung: 1678 Abbruch: 1972 | weitere Bilder  |                | 09160756   |                  |
| Buchholz          | Dorfkirche                           | Pritzwalk OT: Buchholz Hauptstraße Buchholz (Lage)                        | evangelisch      | Datierung: 1301/1315 Umbau: 1856 Umbau: 1890–1891 Restaurierung: 1961                                                                        |                 |                | 09160059   |                  |
| Buckow            | Dorfkirche                           | Kümmernitztal OT: Buckow Ringstraße (Lage)                                | evangelisch      | Datierung: 1833 | weitere Bilder  |                | 09160136   |                  |
| Burghagen         | Dorfkirche                           | Plattenburg OT: Burghagen Rundling (Lage)                                 | evangelisch      | Datierung: 1501/1600 Erweiterung: 1679/1980 Umbau: 1889                                                                                      | weitere Bilder  |                | 09160190   |                  |
| Cumlosen          | Dorfkirche                           | Cumlosen OT: Cumlosen Dorfplatz (Lage)                                    | evangelisch      | Datierung: 1856–1858 | weitere Bilder  |                | 09160061   |                  |
| Dallmin           | Dorfkirche                           | Karstädt OT: Dallmin Marktplatz (Lage)                                    | evangelisch      | Datierung: 1286/1300 Erweiterung & Umbau: 1710 & 1934 Restaurierung: 1982                                                                    |                 | weitere Bilder | 09160063   |                  |
| Dannenwalde       | Dorfkirche                           | Gumtow OT: Dannenwalde Kolreper Damm (Lage)                               | evangelisch      | Datierung: 1351/1400 Umbau & Erweiterung: um 1900                                                                                            | weitere Bilder  |                | 09160067   |                  |
| Demerthin         | Dorfkirche                           | Gumtow OT: Demerthin Friedensplatz (Lage)                                 | evangelisch      | Datierung: 1451/1500 | weitere Bilder  |                | 09160070   |                  |
| Dergenthin        | Dorfkirche                           | Perleberg OT: Dergenthin Lenzener Straße (Lage)                           | evangelisch      | Datierung: 1401/1500 Brand & Wiederaufbau & Erweiterung: 1916/1920                                                                           | weitere Bilder  |                | 09160428   |                  |
| Döllen            | Dorfkirche                           | Gumtow OT: Döllen Döllener Straße 39 (Lage)                               | evangelisch      | Datierung: 1486/1500 Umbau & Erweiterung: 1501/1600 Umbau: 1864–1868 Restaurierung: 1989;                                                    | weitere Bilder  |                | 09160073   |                  |
| Düpow             | Dorfkirche                           | Perleberg OT: Düpow Dorfstraße (Lage)                                     | evangelisch      | Datierung: 1301/1315 | weitere Bilder  |                | 09160431   |                  |
| Falkenhagen       | Dorfkirche                           | Pritzwalk OT: Falkenhagen Hauptstraße Falkenhagen 50 (Lage)               | evangelisch      | Datierung: 1523 Umbau: 1901–1902 / Ausführung: A.Böckmann                                                                                    | weitere Bilder  |                | 09160089   |                  |
| Ferbitz           | Dorfkirche                           | Lanz OT: Ferbitz Dorfplatz (Lage)                                         | evangelisch      | Datierung: 1905–1906 | weitere Bilder  |                | 09160851   |                  |
| Frehne            | Dorfkirche                           | Marienfließ OT: Frehne Frehner Allee (Lage)                               | evangelisch      | | weitere Bilder  |                |            |                  |
| Garlin            | Dorfkirche                           | Karstädt OT: Garlin Kirchstraße 1 (Lage)                                  | evangelisch      | Datierung: 1486/1500 Umbau: 1851/1900 Restaurierung: 1990/1999                                                                               | Bild gesucht BW |                | 09160091   |                  |
| Garz              | Dorfkirche                           | Plattenburg OT: Garz Garzer Straße (Lage)                                 | evangelisch      | Datierung: 1251/1300 Restaurierung: 1894 Restaurierung: 1961                                                                                 | weitere Bilder  |                | 09160169   |                  |
| Giesensdorf       | Dorfkirche                           | Pritzwalk OT: Giesensdorf Dorfstraße Giesensdorf (Lage)                   | evangelisch      | Datierung: 1451/1500 Umbau: 1844 | weitere Bilder  |                | 09160096   |                  |
| Glövzin           | Dorfkirche                           | Karstädt OT: Glövzin Premsliner Straße 42 (Lage)                          | evangelisch      | Datierung: 1896 | weitere Bilder  |                | 09160448   |                  |
| Glöwen            | Dorfkirche                           | Plattenburg OT: Glöwen Kirchplatz (Lage)                                  | evangelisch      | Datierung: 1401/1500 Umbau: 1877 | weitere Bilder  |                | 09160099   |                  |
| Gnevsdorf         | Dorfkirche                           | Rühstädt OT: Gnevsdorf Gnevsdorfer Dorfstraße (Lage)                      | evangelisch      | Datierung: 1852 (frühere Taufkapelle) | weitere Bilder  |                | 09160550   | Q47462583        |
| Görike            | Dorfkirche                           | Gumtow OT: Görike Göriker Dorfstraße (Lage)                               | evangelisch      | Datierung: 1301/1350 Umbau: 1486/1500 Umbau: 1677 Umbau: 1801/1900                                                                           | weitere Bilder  |                | 09160133   |                  |
| Grabow            | Dorfkirche                           | Kümmernitztal OT: Grabow Hauptstraße (Lage)                               | evangelisch      | Datierung: 1866–1867 | weitere Bilder  |                | 09160138   |                  |
| Granzow           | Dorfkirche                           | Gumtow OT: Granzow Granzower Straße 7 (Lage)                              | evangelisch      | Datierung: 1301/1315 | Bild gesucht BW |                | 09160140   |                  |
| Groß Breese       | Dorfkirche                           | Breese OT: Groß Breese Groß Breeser Allee (Lage)                          | evangelisch      | Datierung: 1879 Restaurierung: 1966–1969 | weitere Bilder  |                | 09160143   |                  |
| Groß Buchholz     | Dorfkirche                           | Perleberg OT: Groß Buchholz Dorfstraße (Lage)                             | evangelisch      | Datierung: 1870 | weitere Bilder  |                | 09160432   |                  |
| Groß Gottschow    | Dorfkirche                           | Plattenburg OT: Groß Gottschow Gottschower Dorfstraße 27 (Lage)           | evangelisch      | Datierung: um 1300 Erweiterung & Umbau: 1890                                                                                                 | weitere Bilder  |                | 09160208   |                  |
| Groß Leppin       | Dorfkirche                           | Plattenburg OT: Groß Leppin Große Straße 8a (Lage)                        | evangelisch      | Datierung: 1301/1400 Erweiterung: um 1500 Umbau: um 1711                                                                                     | weitere Bilder  | weitere Bilder | 09160132   |                  |
| Groß Linde        | Dorfkirche                           | Perleberg OT: Groß Linde Dorfstraße (Lage)                                | evangelisch      | Datierung: 1862/1865 / Entwurf: Friedrich August Stüler                                                                                      | weitere Bilder  |                | 09160433   |                  |
| Groß Lüben        | Dorfkirche                           | Bad Wilsnack OT: Groß Lüben Dorfstraße (Lage)                             | evangelisch      | Datierung: 1904 Restaurierung: nach 2011 | weitere Bilder  |                | 09160028   | Q1244046         |
| Groß Pankow       | Dorfkirche                           | Groß Pankow OT:Groß Pankow Obere Dorfstraße (Lage)                        | evangelisch      | Datierung: 1351/1400 Umbau & Erweiterung: 1686                                                                                               | weitere Bilder  |                | 09160146   |                  |
| Groß Warnow       | Dorfkirche                           | Karstädt OT: Groß Warnow Bäckerstraße (Lage)                              | evangelisch      | Datierung: 1301/1400 / 1401/1500 Umbau: 1865                                                                                                 | Bild gesucht BW |                | 09160149   |                  |
| Groß Welle        | Dorfkirche                           | Gumtow Groß Welle Groß Weller Straße 17a (Lage)                           | evangelisch      | Datierung: 1251/1275 | weitere Bilder  | weitere Bilder | 09160150   |                  |
| Groß Werzin       | Dorfkirche                           | Plattenburg OT: Groß Werzin Am Brink (Lage)                               | evangelisch      | Datierung: 1701/1800 Umgestaltung: 1948 | weitere Bilder  |                | 09160601   |                  |
| Groß Woltersdorf  | Dorfkirche                           | Groß Pankow OT: Groß Woltersdorf Am Märchenwald (Lage)                    | evangelisch      | Datierung: 1712 Umbau & Erweiterung: 1893 | weitere Bilder  |                | 09160153   |                  |
| Grube             | Dorfkirche                           | Bad Wilsnack OT: Grube Gruber Dorfstraße (Lage)                           | evangelisch      | Datierung: 1577 | weitere Bilder  |                | 09160154   | Q101579171       |
| Guhlsdorf         | Dorfkirche                           | Groß Pankow OT: Guhlsdorf (Lage)                                          | evangelisch      | Datierung: 1591 Umbau: 1712 Umbau: 1905 ca.                                                                                                  | weitere Bilder  |                | 09160184   |                  |
| Gülitz            | Dorfkirche                           | Gülitz-Reetz OT: Gülitz Kirchplatz (Lage)                                 | evangelisch      | Datierung: 1875 / Entwurf: F.A.Stüler | weitere Bilder  |                | 09160158   |                  |
| Gulow             | Dorfkirche                           | Groß Pankow OT: Gulow Hauptstraße (Lage)                                  | evangelisch      | Datierung: um 1300 Erweiterung: 1401/1500 Umbau & Erweiterung: 1801/1900                                                                     | weitere Bilder  |                | 09160032   |                  |
| Gumtow            | Dorfkirche                           | Gumtow OT: Gumtow Karl-Liebknecht-Straße 16 (Lage)                        | evangelisch      | Datierung: 1251/1300 Umbau: 1401/1500 Umbau: 1624 Umbau: 1883                                                                                | weitere Bilder  |                | 09160161   |                  |
| Halenbeck         | Dorfkirche                           | Halenbeck-Rohlsdorf OT: Halenbeck Wittstocker Damm (Lage)                 | evangelisch      | Datierung: 1763 Umbau: 1886/1900 | weitere Bilder  |                | 09160163   | Q96261934        |
| Helle             | Dorfkirche                           | Groß Pankow OT: Helle Alte Dorfstraße (Lage)                              | evangelisch      | Datierung: 1913 / Entwurf: Georg Büttner | weitere Bilder  |                | 09160166   |                  |
| Hinzdorf          | Dorfkirche                           | Wittenberge OT: Hinzdorf Dorfstraße (Lage)                                | evangelisch      | Datierung: 1901/1915 | weitere Bilder  |                | 09160656   |                  |
| Hülsebeck         | ehemalige Dorfkirche                 | Pirow OT: Hülsebeck Im Rundling (Lage)                                    | abgerissen       | Datierung: 1787 Abriss: 1968/69 | Bild gesucht BW |                |            |                  |
| Karstädt          | Dorfkirche                           | Karstädt OT: Karstädt Thomas-Müntzer-Straße (Lage)                        | evangelisch      | Datierung: 1895 | weitere Bilder  |                | 09160173   |                  |
| Kehrberg          | Dorfkirche                           | Groß Pankow OT: Kehrberg Vettiner Straße 43 (Lage)                        | evangelisch      | Datierung: 1246/1255 Umbau: 1801/1900 | weitere Bilder  |                | 09160178   |                  |
| Kemnitz           | Dorfkirche                           | Pritzwalk OT: Kemnitz Dorfstraße Kemnitz (Lage)                           | evangelisch      | Datierung: 1346/1355 | weitere Bilder  |                | 09160179   |                  |
| Kietz             | St.-Johannis-Kirche                  | Lenzerwische OT: Kietz Ringstraße (Lage)                                  | evangelisch      | Datierung: 1892–1894 | weitere Bilder  |                | 09160765   |                  |
| Klein Gottschow   | Dorfkirche                           | Groß Pankow OT: Klein Gottschow Dorfstraße 41a (Lage)                     | evangelisch      | Datierung: 1300 ca. | weitere Bilder  |                | 09160183   |                  |
| Klein Lüben       | Dorfkirche                           | Bad Wilsnack OT: Klein Lüben An der Kirche (Lage)                         | evangelisch      | Datierung: 1902–1904 | weitere Bilder  |                | 09160030   |                  |
| Klein Woltersdorf | Dorfkirche                           | Groß Pankow OT: Klein Woltersdorf Klein Woltersdorfer Straße (Lage)       | evangelisch      | Datierung: 1703 Wiederaufbau: 1952 Instandsetzung: 2010                                                                                      | weitere Bilder  |                | 09160195   |                  |
| Kleinow           | Dorfkirche                           | Plattenburg OT:Kleinow Hauptstraße 29 (Lage)                              | evangelisch      | Datierung: 1451/1500 Umbau: 1701/1800 | weitere Bilder  |                | 09160189   |                  |
| Kletzke           | Dorfkirche                           | Plattenburg OT: Kletzke Dorfstraße (Lage)                                 | evangelisch      | Datierung: 1251/1300 Umbau: 1401/1500 Umbau & Erweiterung: 1601/1700                                                                         | weitere Bilder  |                | 09160197   |                  |
| Kolrep            | Dorfkirche                           | Gumtow OT: Kolrep Kolreper Dorfstraße (Lage)                              | evangelisch      | Datierung: 1346/1355 | weitere Bilder  |                | 09160203   |                  |
| Krampfer          | Dorfkirche                           | Plattenburg OT: Krampfer Dorfstraße (Lage)                                | evangelisch      | Datierung: 1318 ca. Restaurierung: 1994 | weitere Bilder  |                | 09160677   |                  |
| Krempendorf       | Altlutherische Kirche                | Marienfließ OT: Krempendorf Dorfring 46–47 (Lage)                         | altlutherisch    | Datierung: 1852 Umbau: 1983 | Bild gesucht BW |                | 09161231   |                  |
| Kreuzburg         | Dorfkirche                           | Groß Pankow OT: Kreuzburg (Lage)                                          | evangelisch      | Datierung: 1687 Restaurierung: 1993 | weitere Bilder  |                | 09160538   |                  |
| Kribbe            | Dorfkirche                           | Karstädt OT: Kribbe Kribber Dorfstraße (Lage)                             | evangelisch      | Datierung: 1865 | weitere Bilder  |                | 09160210   |                  |
| Kuhbier           | Dorfkirche                           | Groß Pankow OT: Kuhbier Kuhbierer Dorfstraße 34 (Lage)                    | evangelisch      | Umbau: 1851, Entwurf: Rosainsky Restaurierung: 1959                                                                                          | weitere Bilder  |                | 09160212   |                  |
| Kuhsdorf          | Dorfkirche                           | Groß Pankow OT: Kuhsdorf Kuhsdorf 44 (Lage)                               | evangelisch      | Datierung: 1251/1300 | weitere Bilder  |                | 09160214   |                  |
| Kunow             | Dorfkirche                           | Gumtow OT: Kunow An der Friedenseiche 4–6 (Lage)                          | evangelisch      | Datierung: 1351/1400 | weitere Bilder  |                | 09160218   |                  |
| Laaslich          | Dorfkirche                           | Karstädt OT: Laaslich Kirschblütenstraße (Lage)                           | evangelisch      | Datierung: 1498 Restaurierung: 1966 | weitere Bilder  |                | 09160229   |                  |
| Langnow           | Dorfkirche                           | Groß Pankow OT Langnow Langnower Straße 23 (Lage)                         | evangelisch      | Datierung: 1791 Restaurierung: 2006 | weitere Bilder  |                | 09160057   | Q101849969       |
| Lanz              | Dorfkirche                           | Lanz OT: Lanz Am Ring (Lage)                                              | evangelisch      | Datierung: 1451/1500 Erweiterung & Umbau: 1701                                                                                               | weitere Bilder  |                | 09160232   |                  |
| Legde             | Dorfkirche                           | Legde/Quitzöbel OT: Legde Dorfstraße 2a (Lage)                            | evangelisch      | Datierung: 1451/1500 / 1501/1600 Restaurierung: 1892 Restaurierung: 1983                                                                     | weitere Bilder  |                | 09160236   |                  |
| Lennewitz         | Dorfkirche                           | Legde/Quitzöbel OT: Lennewitz Lennewitzer Dorfstraße (Lage)               | evangelisch      | Datierung: 1909–1910 / Entwurf: Georg Büttner                                                                                                | weitere Bilder  |                | 09160240   |                  |
| Lenzen            | Stadtpfarrkirche St. Katharinen      | Lenzen OT: Lenzen Schulstraße (Lage)                                      | evangelisch      | Datierung: 1300 & 1351/1400 Brand: 1646 1703 Restaurierung: 1893–1894 Restaurierung: 1929                                                    | weitere Bilder  | Innenansichten | 09160693   | Q38813701        |
| Lindenberg        | Dorfkirche                           | Groß Pankow OT: Lindenberg Lindenberg 75 (Lage)                           | evangelisch      | Datierung: 1251/1300 Umbau: 1801/1900 Restaurierung & Umbau: 1830                                                                            | weitere Bilder  |                | 09160301   |                  |
| Lockstädt         | Dorfkirche                           | Putlitz OT: Lockstädt Dorfstraße (Lage)                                   | evangelisch      | Datierung: 1878 | weitere Bilder  |                | 09160302   |                  |
| Lübzow            | Dorfkirche                           | Perleberg OT: Lübzow Dorfstraße 2 (Lage)                                  | evangelisch      | Datierung: 1301/1400 Umbau: 1801/1900 | weitere Bilder  |                | 09160879   |                  |
| Mankmuß           | Dorfkirche                           | Karstädt OT: Mankmuß Mankmußer Dorfstraße 9 (Lage)                        | evangelisch      | Datierung: 1301/1400 Umbau: 1696 Restaurierung: 1999–2003                                                                                    | weitere Bilder  |                | 09160306   |                  |
| Mansfeld          | Dorfkirche                           | Putlitz OT: Mansfeld Mansfelder Straße 10 (Lage)                          | evangelisch      | Datierung: 1651 | weitere Bilder  |                | 09160309   |                  |
| Mellen            | Dorfkirche                           | Lenzen OT: Mellen Warnower Straße (Lage)                                  | evangelisch      | Datierung: um 1350 Abriss Westturm: 1982 Restaurierung: 2003                                                                                 | weitere Bilder  |                | 09160763   |                  |
| Mertensdorf       | Dorfkirche                           | Triglitz OT: Mertensdorf Anger 18 (Lage)                                  | evangelisch      | Datierung: 1701/1800 | weitere Bilder  |                | 09160312   |                  |
| Mesekow           | Dorfkirche                           | Karstädt OT: Mesekow Mesekower Dorfstraße (Lage)                          | evangelisch      | Datierung: 1896 | Bild gesucht BW |                |            |                  |
| Mesendorf         | Dorfkirche                           | Pritzwalk OT: Mesendorf Havelberger Straße (Lage)                         | evangelisch      | Datierung: 1897–1899 / Ausführung: Carl Gragert                                                                                              | weitere Bilder  |                | 09160211   |                  |
| Meyenburg         | Stadtkirche                          | Meyenburg OT: Meyenburg Kirchplatz (Lage)                                 | evangelisch      | Umbau: 1749–1752 Umbau: 1848–1850 Umbau: 1893 Umgestaltung: 1949/1953 Entwurf: Winfried Wendland                                             | weitere Bilder  | weitere Bilder | 09160324   |                  |
| Mödlich           | Dorfkirche                           | Lenzerwische OT: Mödlich Lenzener Straße (Lage)                           | evangelisch      | Datierung: 1486/1500 Restaurierung: 1893–1894 Restaurierung: 1996–1998                                                                       | weitere Bilder  |                | 09160671   | Q27067853        |
| Nebelin           | Dorfkirche                           | Karstädt OT: Nebelin Nebeliner Dorfstraße 1a (Lage)                       | evangelisch      | Datierung: 1300 ca. | weitere Bilder  |                | 09160328   |                  |
| Nettelbeck        | Dorfkirche                           | Putlitz OT: Nettelbeck Nesselbachstraße (Lage)                            | evangelisch      | Datierung: 1843 | weitere Bilder  |                | 09160330   |                  |
| Netzow            | Dorfkirche                           | Plattenburg OT: Netzow Netzower Dorfstraße 31 (Lage)                      | evangelisch      | Datierung: 1486/1500 Umbau: 1884–1886 | weitere Bilder  |                | 09160333   | Q1380163         |
| Neu Krüssow       | Dorfkirche                           | Pritzwalk OT:Neu Krüssow Neu Krüssower Straße (Lage)                      | evangelisch      | Datierung: nach 1850 Erweiterung: 1883 | weitere Bilder  |                | 09160911   |                  |
| Neuhausen         | Dorfkirche                           | Berge OT: Neuhausen Neuhofer Straße (Lage)                                | evangelisch      | Datierung: 1401/1450 | weitere Bilder  |                | 09160041   |                  |
| Penzlin           | Dorfkirche                           | Meyenburg OT: Penzlin Penzliner Straße 10 (Lage)                          | evangelisch      | Datierung: 1833 | weitere Bilder  |                | 09160238   |                  |
| Perleberg         | Pfarrkirche St. Jacobi               | Perleberg OT: Perleberg Kirchplatz (Lage)                                 | evangelisch      | Datierung: 1334 Restaurierung & Umgestaltung: 1851–1855 / Entwurf Friedrich August Stüler Umbau: 1916 Restaurierung: 2002–2004               | weitere Bilder  | weitere Bilder | 09160368   | Q14203912        |
| Perleberg         | Mariä Unbefleckte Empfängnis         | Perleberg OT: Perleberg Wittenbergener Straße 80 a (Lage)                 | katholisch       | Umbau: 1954 Restaurierung: 1995–96 | weitere Bilder  |                |            |                  |
| Pinnow            | Dorfkirche                           | Karstädt OT: Pinnow Gartenstraße (Lage)                                   | evangelisch      | Datierung: 1301/1400 Umbau: um 1500 & um 1850 Sanierung: 1996                                                                                | weitere Bilder  |                | 09160506   |                  |
| Pirow             | Dorfkirche                           | Pirow OT: Pirow Dorfring (Lage)                                           | evangelisch      | Datierung: 1853 | Bild gesucht BW |                |            |                  |
| Porep             | Dorfkirche                           | Putlitz OT: Porep Luise-Ring 21 (Lage)                                    | evangelisch      | Datierung: 1733/1754 Erweiterung: 1967 | weitere Bilder  | weitere Bilder | 09160444   | Q101579186       |
| Postlin           | Dorfkirche                           | Karstädt OT: Postlin Petrus-Kregenow-Straße 23–24 (Lage)                  | evangelisch      | Umbau: 1866 Umbau: 1906 | Bild gesucht BW |                | 09160176   |                  |
| Preddöhl          | Dorfkirche                           | Kümmernitztal OT: Preddöhl Dorfstraße 2 (Lage)                            | evangelisch      | Datierung: 1246/1255 Umbau: 1840 | weitere Bilder  |                | 09160674   | Q101014129       |
| Premslin          | Dorfkirche                           | Karstädt OT: Premslin Nebeliner Straße 2 (Lage)                           | evangelisch      | Datierung: 1401/1500 Umbau: 1719 Umbau: 1883                                                                                                 | weitere Bilder  |                | 09160447   | Q102116529       |
| Pritzwalk         | Pfarrkirche St. Nikolai              | Pritzwalk OT: Pritzwalk Kirchstraße (Lage)                                | evangelisch      | Datierung: 1250 ca. Umbau: um 1300 Umbau: 1425/1451 Erweiterung: 1451/1500 Restaurierung: 1880/1882 / Friedrich Adler Restaurierung: um 1960 | weitere Bilder  | Innenansichten | 09160485   | Q1327061         |
| Pritzwalk         | St.-Anna-Kirche                      | Pritzwalk OT: Pritzwalk Reeperganng 9 (Lage)                              | katholisch       | Datierung: 1905–1906 | weitere Bilder  |                | 09160489   |                  |
| Pröttlin          | Dorfkirche                           | Karstädt OT: Pröttlin Grabower Straße (Lage)                              | evangelisch      | Datierung: 1500 ca. Umbau: 1863 | weitere Bilder  |                | 09160505   | Q15806422        |
| Putlitz           | Stadtpfarrkirche St. Nikolai         | Putlitz OT: Putlitz Jungfernsteg (Lage)                                   | evangelisch      | Datierung: 1854 | weitere Bilder  |                | 09160517   |                  |
| Quitzöbel         | Dorfkirche                           | Legde/Quitzöbel OT: Quitzöbel Schulstraße (Lage)                          | evangelisch      | Datierung: 1500/1550 Umbau: 1876 | weitere Bilder  |                | 09160528   |                  |
| Quitzow           | Dorfkirche                           | Perleberg OT: Quitzow Dorfstraße (Lage)                                   | evangelisch      | Datierung: 1251/1295 Umbau: 1401/1450 Umbau: 1540/1543                                                                                       | weitere Bilder  |                | 09160435   |                  |
| Rambow            | Dorfkirche                           | Lenzen OT: Rambow Dorfstraße (Lage)                                       | evangelisch      | Datierung: 1887 |                 |                |            |                  |
| Rambow            | Dorfkirche                           | Plattenburg OT: Rambow Rambower Hauptstraße (Lage)                        | evangelisch      | Datierung: 1501/1515 Umbau: 1874 | weitere Bilder  |                | 09160603   |                  |
| Rapshagen         | Dorfkirche                           | Gerdshagen OT: Rapshagen Dorfstraße (Lage)                                | evangelisch      | Datierung: um 1820 Umbau: nach 1907 | weitere Bilder  |                | 09160894   |                  |
| Reckenthin        | Dorfkirche                           | Groß Pankow OT: Reckenthin Reckenthiner Straße (Lage)                     | evangelisch      | Datierung: 1351/1400 Umbau: 1889 | Bild gesucht BW |                | 09160590   |                  |
| Reckenzin         | Dorfkirche                           | Karstädt OT: Reckenzin Reckenziner Dorfstraße (Lage)                      | evangelisch      | Datierung: 1346/1355 Umbau: 1857 1901/1915                                                                                                   | weitere Bilder  |                | 09160531   |                  |
| Reetz             | Dorfkirche                           | Gülitz-Reetz OT: Reetz Mühlenstraße (Lage)                                | evangelisch      | Datierung: 1820/1840 | weitere Bilder  |                | 09160535   | Q101849073       |
| Roddan            | Dorfkirche                           | Legde/Quitzöbel OT: Roddan Roddaner Dorfstraße (Lage)                     | evangelisch      | Datierung: 1680 Erweiterung: 1901/1915 | weitere Bilder  |                | 09160241   |                  |
| Rohlsdorf         | Dorfkirche                           | Groß Pankow OT: Rohlsdorf Rohlsdorf 8 (Lage)                              | evangelisch      | Wiederaufbau: 1879–1881, Entwurf:Karl Achtel Sanierung: 1996                                                                                 | weitere Bilder  |                | 09160995   | Q101579217       |
| Rohlsdorf         | Dorfkirche                           | Halenbeck-Rohlsdorf OT: Rohlsdorf Kirchstraße 15 (Lage)                   | evangelisch      | Datierung: 1301/1400 & 1401/1500 Umbau: 1601/1700                                                                                            | weitere Bilder  |                | 09160675   |                  |
| Rosenhagen        | Dorfkirche                           | Perleberg OT: Rosenhagen Dorfstraße 8 (Lage)                              | evangelisch      | Datierung: 1351/1400 Umbau & Erweiterung: 1501/1515                                                                                          | weitere Bilder  |                | 09160436   |                  |
| Rühstädt          | Dorfkirche                           | Rühstädt OT: Rühstädt Rühstädter Dorfstraße (Lage)                        | evangelisch      | Datierung: 1455 Umbau & Erweiterung: 1722 Restaurierung: 1843 Restaurierung: 1887–1890 Restaurierung: 1961                                   | weitere Bilder  |                | 09160541   |                  |
| Sadenbeck         | Dorfkirche                           | Pritzwalk OT: Sadenbeck Dorfstraße Sadenbeck 55 (Lage)                    | evangelisch      | Datierung: 1446/1455 Umbau & Erweiterung: 1833                                                                                               | weitere Bilder  |                | 09160551   |                  |
| Sargleben         | Dorfkirche                           | Karstädt OT: Sargleben Sarglebener Dorfstraße 42 (Lage)                   | evangelisch      | Datierung: 1401/1500 Umbau: 1869 | Bild gesucht BW |                | 09160094   |                  |
| Sarnow            | Dorfkirche                           | Pritzwalk OT:Sarnow Dorfstraße Sarnow 38 (Lage)                           | evangelisch      | Datierung: 1495 Restaurierung: 1962–1963 | weitere Bilder  |                | 09160060   |                  |
| Schilde           | Dorfkirche                           | Weisen OT: Schilde Schilder Dorfstraße (Lage)                             | evangelisch      | Datierung: 1251/1300 Umbau: 1723 | weitere Bilder  |                | 09160605   |                  |
| Schmolde          | Dorfkirche                           | Meyenburg OT: Schmolde Dorfstraße 35 (Lage)                               | evangelisch      | Datierung: 1730 | weitere Bilder  |                | 09160573   | Q101849117       |
| Schönebeck        | Dorfkirche                           | Gumtow OT: Schönebeck Kurze Straße (Lage)                                 | evangelisch      | Datierung: 1666 Umbau: 1830/1860 Restaurierung: 1958–1959 Restaurierung: 2009–2011                                                           | weitere Bilder  |                | 09160558   | Q101850299       |
| Schönfeld         | Dorfkirche                           | Perleberg OT: Schönfeld Dorfstraße 22 (Lage)                              | evangelisch      | Datierung: 1300 ca. Umbau: 1525 | weitere Bilder  |                | 09160437   | Q101579094       |
| Schönhagen        | Dorfkirche                           | Gumtow OT: Schönhagen Schönhagener Dorfstraße 36 (Lage)                   | evangelisch      | Datierung: 1446/1455 Umbau: 1801/1900 | weitere Bilder  |                | 09160562   | Q116269944       |
| Schönhagen        | Dorfkirche                           | Pritzwalk OT: Schönhagen Dorfstraße Schönhagen 12 (Lage)                  | evangelisch      | Datierung: 1486/1500 |                 |                | 09160501   |                  |
| Schrepkow         | Dorfkirche                           | Gumtow OT: Schrepkow Dorfanger (Lage)                                     | evangelisch      | Datierung: 1301/1350 Restaurierung & Umbau: 1865                                                                                             | weitere Bilder  |                | 09160574   | Q101849143       |
| Seddin            | Dorfkirche                           | Groß Pankow OT: Seddin Seddin 40 (Lage)                                   | evangelisch      | Datierung: um 1300 Umbau: 1401/1500 Teilzerstörung: 1739 Wiederaufbau & Umbau: nach 1739                                                     | weitere Bilder  |                | 09160666   | Q101579216       |
| Seedorf           | Dorfkirche                           | Lenzen OT: Seedorf Löcknitzstraße (Lage)                                  | evangelisch      | Datierung: 1754 | weitere Bilder  |                | 09160735   |                  |
| Seetz             | Dorfkirche                           | Karstädt OT: Seetz Seetzer Lindenallee 13 (Lage)                          | evangelisch      | Datierung: 1902 | Bild gesucht BW |                | 09160095   |                  |
| Silmersdorf       | Dorfkirche                           | Triglitz OT: Silmersdorf Dorfstraße (Lage)                                | evangelisch      | Datierung: 1855–1856 | weitere Bilder  |                | 09161153   | Q101849195       |
| Söllenthin        | Dorfkirche                           | Plattenburg OT: Söllenthin Kirschallee 48 (Lage)                          | evangelisch      | Datierung: 1351/1400 | weitere Bilder  |                | 09160334   |                  |
| Spiegelhagen      | Dorfkirche                           | Perleberg OT: Spiegelhagen Dorfstraße (Lage)                              | evangelisch      | Datierung: 1450/1500 Umbau: 1620 Wiederaufbau: 1853 Sanierung: 1992                                                                          | weitere Bilder  |                | 09160438   | Q101579090       |
| Stavenow          | Dorfkirche                           | Karstädt OT: Stavenow (Lage)                                              | Ruine            | Datierung: 1726 Umbau & Erweiterung: 1862 / Entwurf: F.A.Stüler Umbau: 1909 Teilzerstörung: 1945                                             | Bild gesucht BW |                | 09160177   |                  |
| Steffenshagen     | Dorfkirche                           | Pritzwalk OT: Steffenshagen Dorfstraße Steffenshagen (Lage)               | evangelisch      | Datierung: 1300/1351 Brand: 1920/1921 Wiederaufbau: 1921 / Entwurf: Curt Steinberg                                                           | weitere Bilder  |                | 09160910   |                  |
| Stepenitz         | Klosterkirche Marienfließ            | Marienfließ OT: Stepenitz Stift Marienfließ (Lage)                        | evangelisch      | Datierung: 1301/1400 Umbau: 1829 | weitere Bilder  | weitere Bilder | 09161168   |                  |
| Streckenthin      | Dorfkirche                           | Pritzwalk OT: Beveringen-Streckenthin Streckenthiner Dorfstraße 25 (Lage) | evangelisch      | Datierung: 1586/1600 Umbau: 1692 | weitere Bilder  |                | 09160050   | Q101849215       |
| Strehlen          | Dorfkirche                           | Karstädt OT: Strehlen Strehlener Dorfstraße 16 (Lage)                     | evangelisch      | Datierung: 1903 Restaurierung: 1991/2000 | Bild gesucht BW |                | 09160053   |                  |
| Sükow             | Dorfkirche                           | Perleberg OT: Sükow Perleberger Straße (Lage)                             | evangelisch      | Datierung: 1301/1315 | weitere Bilder  |                | 09160439   | Q83154869        |
| Tacken            | Dorfkirche                           | Groß Pankow OT: Tacken (Lage)                                             | evangelisch      | Datierung: 1401/1500 Umbau: 1601/1700 Restaurierung: 1986                                                                                    | weitere Bilder  |                | 09160667   | Q101849223       |
| Tangendorf        | Dorfkirche                           | Groß Pankow OT: Tangendorf Tangendorfer Hauptstraße (Lage)                | evangelisch      | Datierung: 1953–1954 | weitere Bilder  |                | 09160869   | Q101849229       |
| Telschow          | Dorfkirche                           | Putlitz OT: Telschow Telschower Landstraße (Lage)                         | evangelisch      | Datierung: 1851/1900 | weitere Bilder  |                | 09160582   |                  |
| Triglitz          | Dorfkirche                           | Triglitz OT: Triglitz Lindenstraße 31 (Lage)                              | evangelisch      | Datierung: 1301/1350 Umbau: 1701/1800 Umbau: 1844 Umbau: 1907 Restaurierung: nach 1966                                                       | weitere Bilder  |                | 09160870   |                  |
| Tüchen            | Dorfkirche                           | Groß Pankow OT: Tüchen Tüchener Dorfstraße (Lage)                         | evangelisch      | Datierung: 1576 Restaurierung: 1991–1993 | Bild gesucht BW |                | 09160588   | Q117429635       |
| Uenze             | Dorfkirche                           | Plattenburg OT: Uenze Uenzer Hauptstraße (Lage)                           | evangelisch      | Datierung: 1301/1315 Umbau: 1486/1500 | weitere Bilder  |                | 09160192   |                  |
| Vehlin            | Dorfkirche                           | Gumtow OT: Vehlin Stege 1 (Lage)                                          | evangelisch      | Datierung: 1351/1400 | weitere Bilder  |                | 09160596   |                  |
| Vehlow            | Dorfkirche                           | Gumtow OT: Vehlow Lindenstraße (Lage)                                     | evangelisch      | Datierung: 1401/1500 Umbau: 1701/1800 Umbau: 1801/1900                                                                                       | weitere Bilder  |                | 09160595   | Q45060261        |
| Vettin            | Dorfkirche                           | Groß Pankow OT: Vettin Vettin 30 (Lage)                                   | evangelisch      | Datierung: 1828–1831, Mitarbeit Karl Friedrich Schinkel Restaurierung: 1966                                                                  | weitere Bilder  |                | 09160599   | Q101850577       |
| Viesecke          | Dorfkirche                           | Plattenburg OT: Viesecke Viesecker Straße (Lage)                          | evangelisch      | Datierung: 1486/1500 Umbau: 1601/1700 | weitere Bilder  |                | 09160600   | Q101850583       |
| Weisen            | Dorfkirche                           | Weisen OT: Weisen Schulplatz 5 (Lage)                                     | evangelisch      | Datierung: 1745–1746 Restaurierung: 1994–1995                                                                                                | weitere Bilder  |                | 09160604   | Q101579181       |
| Wentdorf          | Dorfkirche                           | Cumlosen OT: Wentdorf Kirchplatz (Lage)                                   | evangelisch      | Datierung: 1663 Teilzerstörung: 1954 Wiederaufbau: um 1960                                                                                   | weitere Bilder  |                | 09160062   | Q101850600       |
| Wilmersdorf       | Dorfkirche                           | Pritzwalk OT: Wilmersdorf Dorfstraße Wilmersdorf (Lage)                   | evangelisch      | Datierung: 1813 | weitere Bilder  |                | 09160606   | Q101849322       |
| Wittenberge       | Pfarrkirche                          | Wittenberge OT: Wittenberge Kirchplatz 1 (Lage)                           | evangelisch      | Datierung: 1869–1872 / Entwurf: Ferdinand Wilhelm Horn Umbau: 1901                                                                           | weitere Bilder  | weitere Bilder | 09160607   | Q101579061       |
| Wittenberge       | Katholische Pfarrkirche St. Heinrich | Wittenberge OT: Wittenberge Perleberger Straße 164 (Lage)                 | katholisch       | Datierung: 1898 Wiederaufbau: nach 1945 | weitere Bilder  |                | 09160779   |                  |
| Wittenberge       | Neuapostolische Kirche               | Wittenberge OT: Wittenberge Rathausstraße 13–15 (Lage)                    | neuapostolisch   | Datierung: 1933–1934 |                 |                | 09160780   |                  |
| Wootz             | Dorfkirche                           | Lenzerwische OT: Wootz Pappelweg (Lage)                                   | evangelisch      | Datierung: 1601/1615 | weitere Bilder  |                | 09160669   |                  |
| Wustrow           | Dorfkirche                           | Lanz OT: Wustrow Wiesenweg (Lage)                                         | evangelisch      | Datierung: 1789 Erweiterung: um 1950 | weitere Bilder  |                | 09160009   | Q101579192       |
| Wutike            | Dorfkirche                           | Gumtow OT: Wutike Dorfstraße 41 (Lage)                                    | evangelisch      | Datierung: 1451/1500 Umbau & Erweiterung: 1625                                                                                               | weitere Bilder  |                | 09160672   | Q27022459        |